# スポメニック

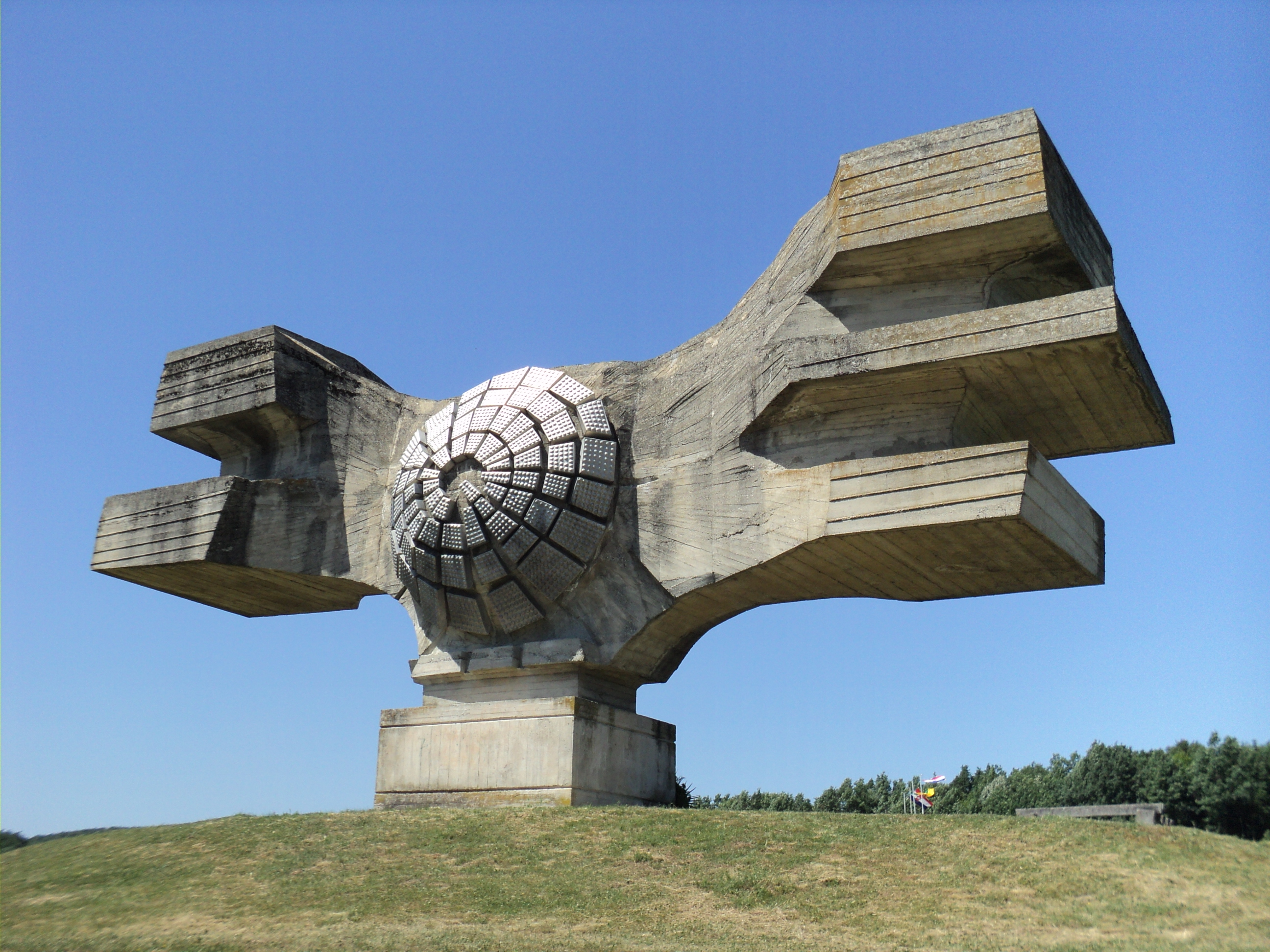
ポドガリッチ (Podgarić) にあるスポメニック『モスラヴィナ人民革命記念碑』

スポメニック（セルビア・クロアチア語: Spomenik / Споменик、複数形: Spomenici / Споменици）は、ユーゴスラビア社会主義連邦共和国政府によって1950年代から1980年代末までに当時のユーゴスラビア全土の様々な場所に建立された第二次世界大戦のモニュメント（戦争記念施設）もしくは慰霊碑の総称である。正式名称はユーゴスラビア人民解放戦争記念碑（セルビア・クロアチア語: Spomenici Narodnooslobodilačke borbe / Споменици Народноослободилачке борбе）。
スポメニックとは、セルビア・クロアチア語やスロベニア語で「記念碑、モニュメント」を意味する。他国の戦争記念碑や慰霊碑とは一線を画した、シュルレアリスムを彷彿とさせる極めて前衛的かつ未来的な形状をしているものが多いことで知られる。

## 概要

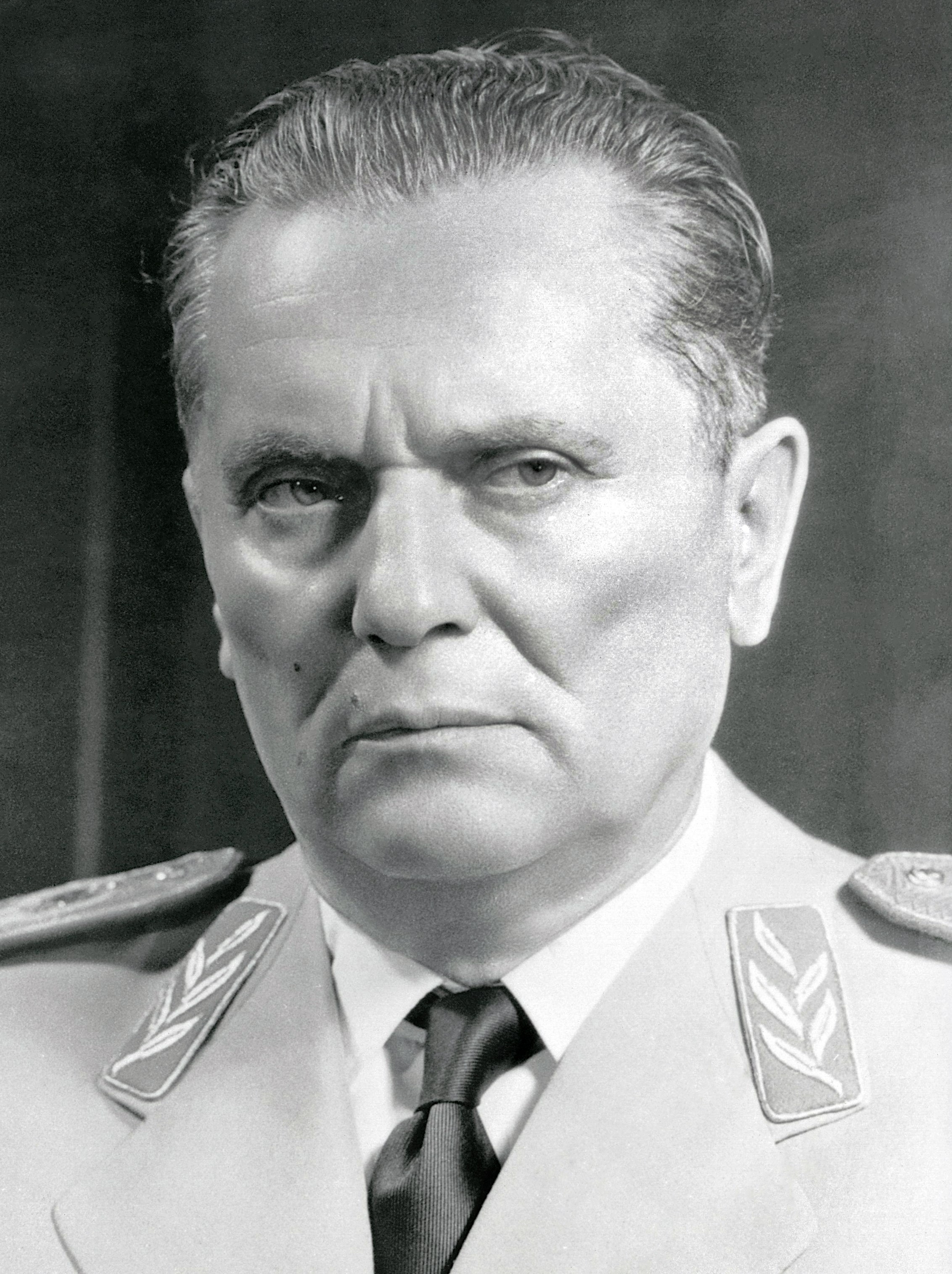
スポメニックの建設を指示したヨシップ・ブロズ・チトー大統領

第二次世界大戦時、ユーゴスラビアはナチス・ドイツを始めとした枢軸国軍による侵攻を受け、共産主義勢力であるパルチザンがこれに抵抗したことで熾烈な戦闘が勃発した。枢軸国軍はパルチザンの抗戦に対する報復として現地住民への殺戮を各地で行い、更にモザイク国家であったユーゴスラビア内の複数の民族がファシズムに共鳴し、過激な民族統一主義団体を組織して互いに異なる民族への大量虐殺（ジェノサイド）を行うなど、最終的にパルチザンの勝利とユーゴスラビアの再独立をもたらした戦争は数多くの惨禍を引き起こした。
スポメニックの目的は、そうした枢軸勢力によって引き起こされた大量虐殺の犠牲となった市民を弔い、ファシズムに対し勇敢に戦い勝利したパルチザンの兵士を讃え、共産主義革命によって成し得たユーゴスラビアの独立と、かつて対立していた民族間の融和と団結を象徴する愛国的シンボルをユーゴスラビアに創ることであった。
戦時中にパルチザンを率い、後にユーゴスラビアの終身大統領となったヨシップ・ブロズ・チトーの指示により、国家プロジェクトとしてユーゴスラビア全土に2万から4万ものスポメニックが建立された。しかしその多くが1991年のユーゴスラビア崩壊と同時に勃発したユーゴスラビア紛争を経て破壊・解体されるか紛争の影響で廃墟と化し、竣工時の形状をそのまま保っているものはそのごく一部しか存在していない。
スポメニックの材質は主に鉄筋コンクリートだが、アルミニウムやステンレス鋼などの金属で出来たものも存在する。2000年代以降、金属製のスポメニックは金属の価値に目をつけた窃盗の対象になることが多くなり、金属の外装がほとんど引き剥がされ、鉄の骨組みだけが辛うじて残っているスポメニックも存在する。

## デザイン

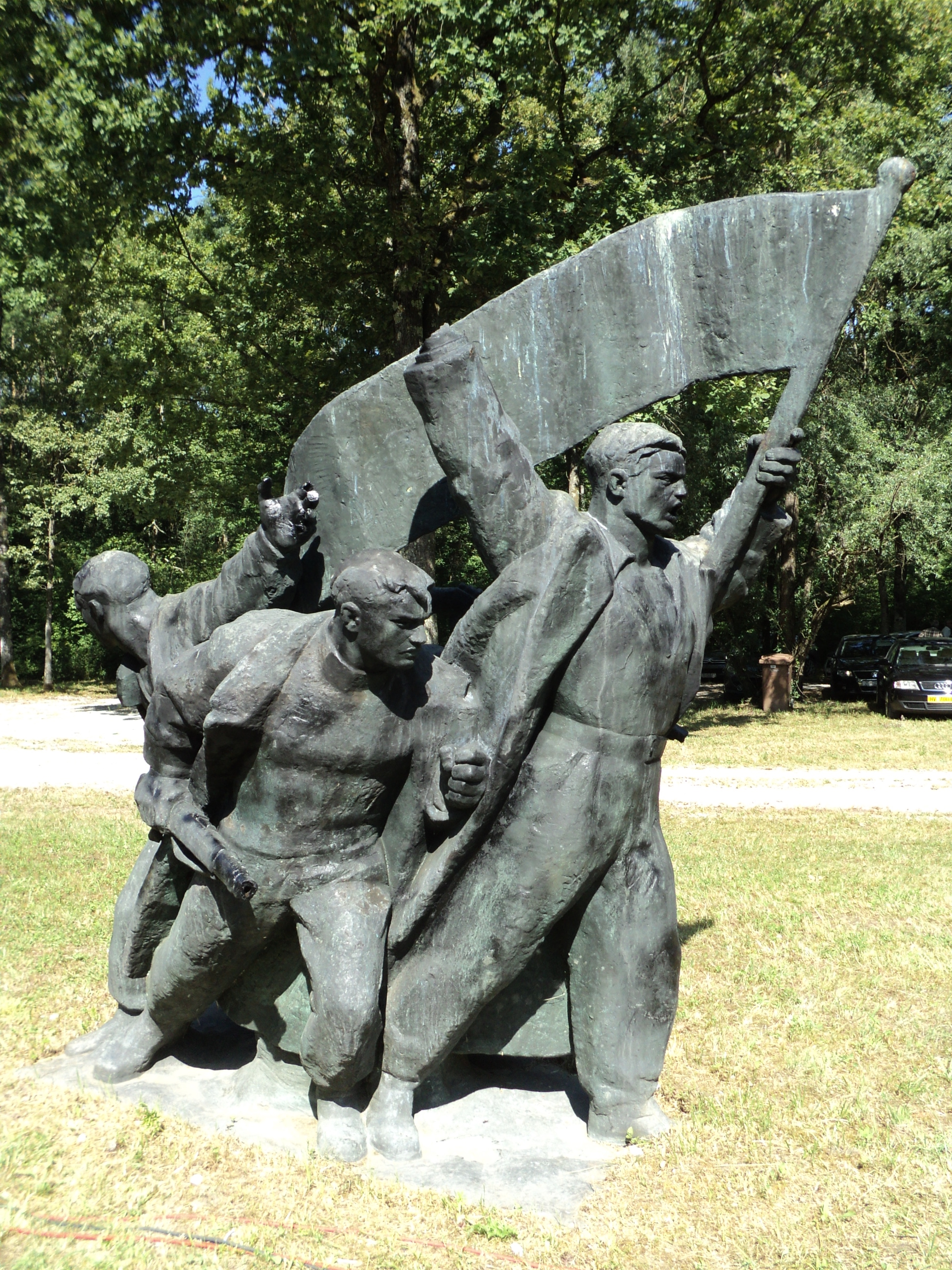
シサクに存在した初期のスポメニック（1955年、現存せず）。社会主義リアリズムに基づいた伝統的なフォルムを呈している。

一口にスポメニックと言ってもそのデザインや大きさは様々であるが、その多くは戦争記念碑としてはユニークで型破りなフォルムを持っており、その異様な形状から現在でも諸外国からの研究の対象となっているほど人々の関心を寄せる存在となっている。
ユーゴスラビアは建国当初こそソビエト連邦の社会主義リアリズムを唯一の芸術表現手段として定めていたが、ユーゴスラビアの外交政策の転換に伴い、徐々に社会主義リアリズムから逸脱した独自の文化を形成し始め、1960年代には社会主義国でありながら西側諸国の芸術運動であるモダニズムが広く見られ、抽象芸術も許容されるほど表現の自由に寛容な国家となっていた。スポメニックはユーゴスラビアの建築物の中でもモダニズムの影響が特に顕著に表れており、建築家の他、彫刻家などの美術方面の人物がデザイナーとして起用されるなど、戦争記念施設でありながらパブリックアートの様相を呈している点も特筆に値する。
こうした芸術運動がユーゴスラビアで受け入れられた要因として、モダニズムがユーゴスラビア政府にとって以下の点で都合が良いと判断されたことであった。
- 建国直後の親ソ路線からの脱却と独自の文化・アイデンティティの形成を象徴するのに適していた為
- 画題や表現に厳格な規制が設けられている社会主義リアリズムよりも、革命がもたらす未来的なビジョンをより直感的に体現しやすかった為
- 半ば民族紛争と化していた戦争を直接表現しない（抽象的な表現にとどめる）ことで、戦争の遺恨や民族間の緊張の再燃を防ぐ為[6]

デザインの選考プロセスは政府の委員会が直接作者を指名・召集することもあったが、多くは公募展やコンペティションを通じた民主的な形式で行われ、政府による検閲も最小限だったことで多数の芸術家が自由に参加できた。また、ユーゴスラビアには厳しい渡航制限がなく、国内の芸術家は西側諸国に渡ってあらゆる体系の美術を制限なく学ぶことが可能であった為に芸術家のレベルが高く、個々の芸術的個性が生きたクリエイティブかつ多彩なアイデアがコンペティションを通じて多く競われた。それらの要因がスポメニックの形状を独創的なものに際立たせたと考察されている。
それぞれのスポメニックのデザインの詳細については、スポメニックの一覧の項を参照のこと。

### 論争

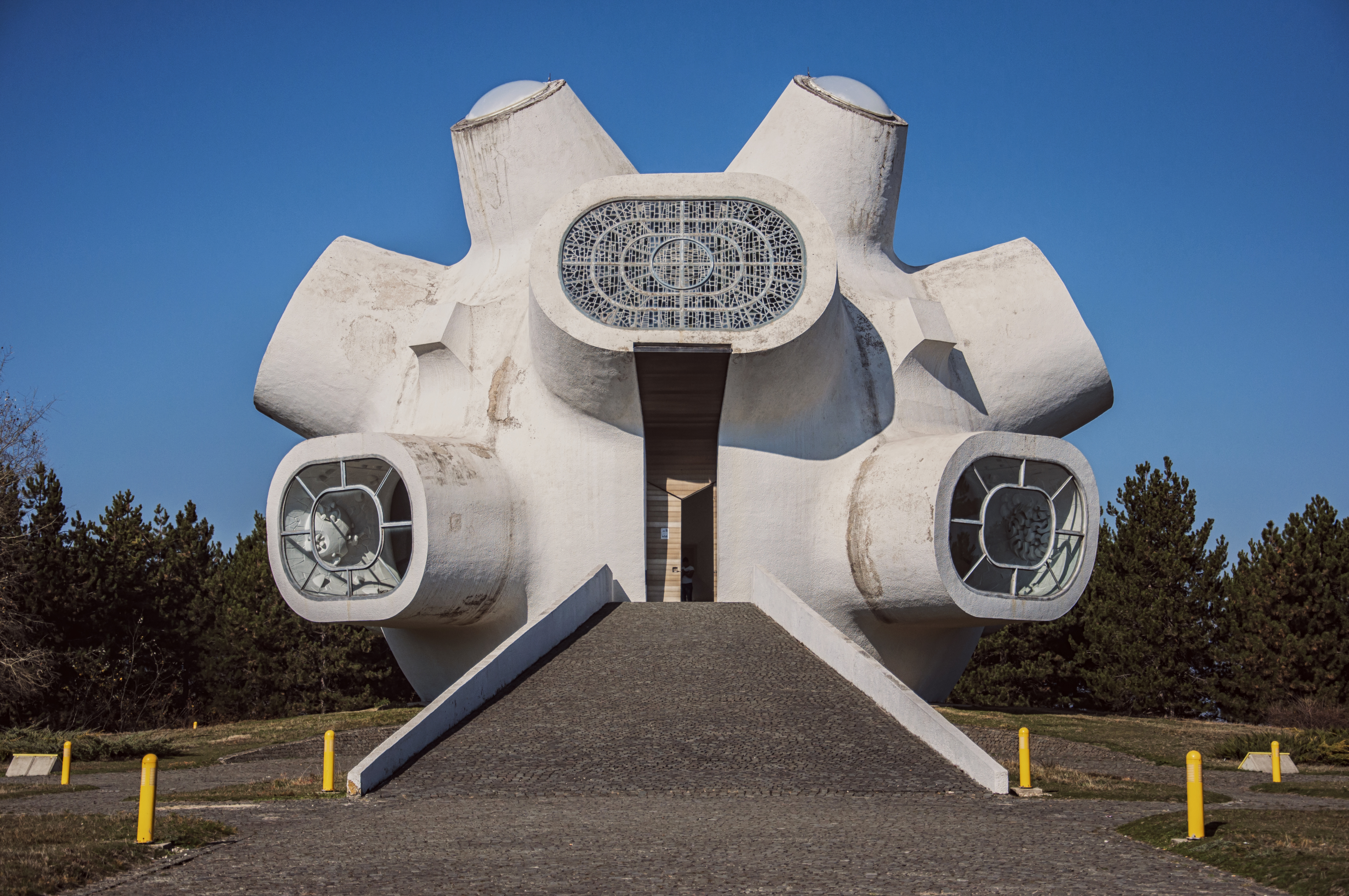
クルシェヴォ (Kruševo) にあるスポメニック『イリンデン』

だが、これらの抽象的なデザインに異議を唱える声は当時から少なからず存在した。論争を呼んだスポメニックの代表的な例として、デザイナーのヨルダン・グラブルとイスクラ・グラブル夫妻が手がけた、北マケドニアのクルシェヴォにある『イリンデン（Ilinden、別名：マケドニウム）』がある。
これは内部マケドニア革命組織によるオスマン帝国に対する武装抵抗の大きな転機となったイリンデン蜂起を記念する重要な記念碑として建設の計画が進められ、1970年に開催されたコンペティションでグラブル夫妻のデザインが採用された。ヨルダン・グラブルはユーゴスラビア共産主義者同盟の熱烈な支持者であったこととパルチザン兵士として戦争に参加した経歴を持つことから採用に至ったという背景があった。しかし、政府の委員会やクルシェヴォの市民らはグラブル夫妻が提示した「モーニングスターを模った放射状の突起がついた球体」という抽象的なデザインに感銘を受けておらず、すぐさま具象的なデザインへの修正を要求した。これを巡り、グラブル夫妻と委員会は激しく対立し、交渉は決裂する寸前にまで陥った。しかし、イリンデン蜂起から70周年の記念日までに完成を間に合わせたい委員会は最終的に譲歩し、グラブル夫妻の提案に沿う形でイリンデン蜂起から71周年となる1974年に竣工した。完成後の市民からの評価は好転したものの、委員会とグラブル夫妻の双方が記念碑の出来に不満を持ったままの竣工となった。

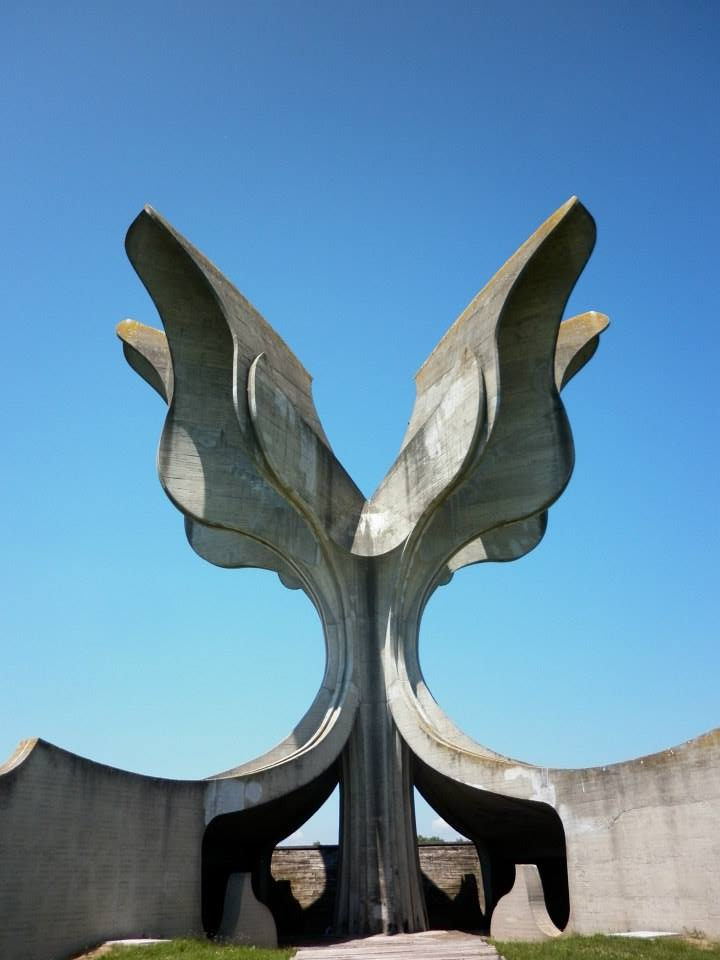
ヤセノヴァツにあるスポメニック『石の花』

もう一つの例として、建築家のボグダン・ボグダノヴィッチが設計した、クロアチアのヤセノヴァツにある『石の花（Kameni cvijet）』がある。同地は後述するウスタシャによる大量虐殺が行われたヤセノヴァツ強制収容所の存在で悪名高く、戦時中に幾度となく発生したクロアチア人とセルビア人の深い対立とジェノサイドの遺恨を最も象徴する場所となっていた。
1960年、政府はヤセノヴァツに記念碑を建設する計画を立ち上げ、ボグダノヴィッチとズデンコ・コラツィオの2名の建築家を召集してそれぞれに記念碑のデザインに関するアイデアを提出させた。そこで虐殺や犠牲を想起させるデザインを嫌ったボグダノヴィッチは単なるハスの花を模ったシンプルなデザインの記念碑の建設を提案し、これがチトーに気に入られた事でボグダノヴィッチのデザインが採用され、1966年に竣工した。しかし、この虐殺の慰霊目的としては抽象的すぎるデザインが物議を醸し、セルビア人の民族主義者などから「ファシストのクロアチア人がセルビア人やユダヤ人に対して起こした虐殺を直接的に表現せず、現実を暈し、犠牲者を侮辱している」といった苦情が寄せられ、ボグダノヴィッチがセルビア人であったことも相まって「裏切り者」というレッテルを貼られた。こうした批判は民族主義的思想を厳しく取り締まっていたチトーの死去によって高まりを見せ、1987年に政治家に転向したボグダノヴィッチがセルビア人偏重の政策を掲げていたスロボダン・ミロシェヴィッチを非難する書簡を政府に送付したことをきっかけにセルビア人からの批判が過激化し、誹謗中傷や自宅への襲撃、更には国営テレビを通じた殺人予告などに悩まされ、1993年にウィーンへの亡命を余儀なくされた。また、ボグダノヴィッチが手掛けたスポメニックはユーゴスラビアにとって馴染みの薄い古典古代の美術をモチーフにしたものが多く、他の芸術家からの批判を受けることも少なくなかった。
なお、スポメニックの建設を指示したチトー自身は現代美術に不快感を示す発言を度々しており、1963年には「（抽象芸術は）我々の社会主義倫理とは相容れない『受け入れがたい外国の移植物 ("unacceptable foreign implant")』であり、我々を革命の道から脱線させようとしている」と批判したこともあるが、そうした現代美術への検閲行為そのものは前述の通りあまり行われなかった。

## 歴史

### 背景
第二次世界大戦中、ユーゴスラビア王国は1941年4月に発生したナチス・ドイツによるユーゴスラビア侵攻によって解体され、ナチス・ドイツやイタリア、ハンガリー、ブルガリアといった枢軸国とその傀儡国家であるクロアチア独立国、セルビア救国政府等のファシズム勢力の占領下に置かれていた。そうした枢軸勢力による支配からユーゴスラビアの領土を解放するべく同年6月にシサクで組織されたヨシップ・ブロズ・チトー率いるパルチザンが武力抵抗を起こし、各地でゲリラ戦を展開して占領下の村落を解放し、勢力を増やしていった。
ドイツ軍はパルチザンの武力抵抗への報復として、ナチス・ドイツが劣等人種とみなしたセルビア人の一般市民をドイツ兵1人の死亡につき100人、ドイツ兵1人の負傷につき50人殺害するという方針のもと、各地で一般市民への無差別処刑を行った（クラグイェヴァツの虐殺など）。更に民族統一主義を掲げるクロアチア独立国のウスタシャやセルビア人組織のチェトニックなどはユーゴスラビア王国時代の軋轢からこれに便乗する形でそれぞれ敵対する民族（ウスタシャはセルビア人やロマ人、チェトニックはクロアチア人やムスリム人）に対するジェノサイドを起こし、特に「バルカンのアウシュヴィッツ」の渾名で知られるウスタシャのヤセノヴァツ強制収容所ではセルビア人とユダヤ人を中心におよそ8万人から10万人もの一般市民を凄惨な方法で虐殺していった。
一般市民も含めて100万人から170万人近くとも言われる犠牲者を出し、スティエスカの戦い（黒作戦）などで一時は壊滅の危機に立たされながらもパルチザンは果敢に枢軸側との苛烈な戦争を戦い抜き、占領国の相次ぐ枢軸国からの離脱にも助けられ、1945年4月のナチス・ドイツの降伏によりほぼ自力でユーゴスラビア全土の解放を成し遂げ、同年11月にユーゴスラビア連邦人民共和国（後のユーゴスラビア社会主義連邦共和国）の成立が宣言された。

### 計画と建設

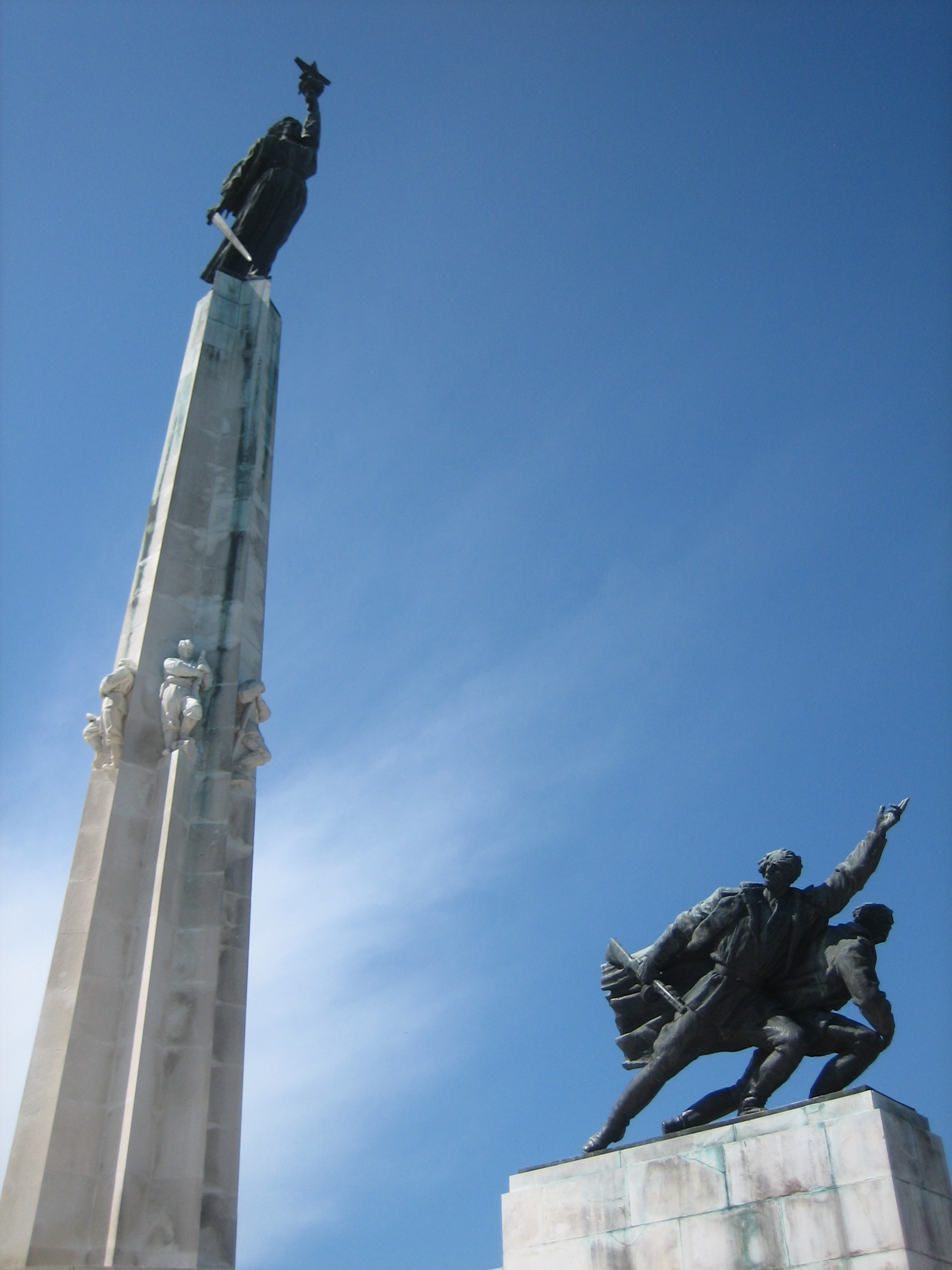
バティナ (Batina)にある最初のスポメニック『バティナ戦勝記念碑』

独立を回復したユーゴスラビアに戦争記念碑を建立する計画は第二次世界大戦が終結する前から進められていた。最初の記念碑計画は1944年11月にソビエト連邦の赤軍とパルチザンが共にドイツ軍を打ち破ったバティナの戦いを記念するもので、ユーゴスラビアの戦勝に貢献した赤軍兵士に捧げる目的でチトーとヨシフ・スターリン主導のもと1945年6月に企画された。当初、記念碑のデザインはソ連側が考案し同月中に急ピッチで完成させる予定であったが、戦時中にチトーの彫像を制作してチトーと懇意になっていた彫刻家アントゥン・アウグスティンチッチの提案によって一度白紙に戻される形で修正され、2年後の1947年11月に竣工した。その後1950年代までに建てられた初期のスポメニックはほぼ全てソ連の社会主義リアリズムに忠実に従った、英雄像を中心とした具象的な造形スタイルであった。
このように、スポメニックは当初こそソ連との蜜月関係を象徴する為の記念碑であったが、その後ユーゴスラビアがソ連追従政策を翻し、非同盟運動及び独自のチトー主義へと転換したことからソ連との関係が悪化、1948年にユーゴスラビア共産主義者同盟がコミンフォルムから追放されたことにより完全な決別状態となった。
| ドラジュゴシェ (Dražgoše) のスポメニック『ツァンカル大隊記念碑（セルビア語版）』を視察するヨシップ・ブロズ・チトー大統領（1977年） |  | イリルスカ・ビストリツァ (Ilirska Bistrica) で建設されるスポメニック『自由の丘』とその模型（1965年） |
| ドラジュゴシェ (Dražgoše) のスポメニック『ツァンカル大隊記念碑』を視察するヨシップ・ブロズ・チトー大統領（1977年）                 |  | イリルスカ・ビストリツァ (Ilirska Bistrica) で建設されるスポメニック『自由の丘』とその模型（1965年） |

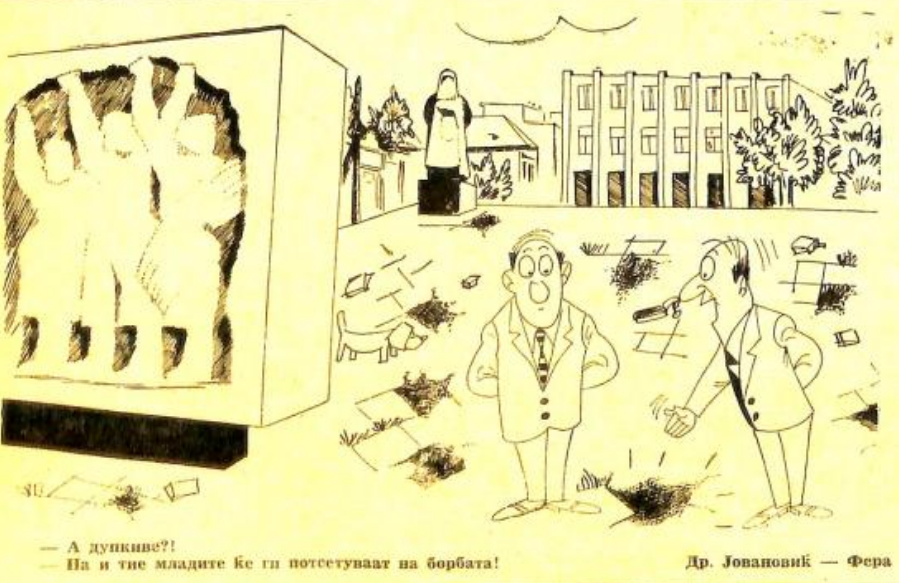
1969年にクマノヴォで発行された新聞に描かれたユーゴスラビア政府を風刺するカリカチュア。委員会の男性が弾痕の空いた広場のタイルをスポメニックの一部として取り入れる（つまり破損を放置する）ことを提案している。

これに伴いスポメニックの建設意義は次第に変化していき、ユーゴスラビアの完全な独立とパルチザンによる正義の勝利を称え、戦没者を記憶し、そして社会主義の統治による階級・民族間の格差や戦争の遺恨を払拭する、ユーゴスラビアのスローガンである『兄弟愛と統一』を体現したユートピア的統一国家の実現をアピールする為の思想教育やプロパガンダの一環としての意味合いが強くなっていった。そうした背景から「陳腐な」社会主義リアリズムを捨て、ユーゴスラビアの「革命」や「未来」などの概念を直感的に表現できるより適切な表現方法を探る必要に迫られた。そこでユーゴスラビア政府はマーシャル・プランを通じて関係の修復が進んでいたアメリカ等の西側諸国で流行していたモダニズム芸術運動に目を付け、1950年代頃からブルータリズムやミニマリズム、抽象表現主義（幾何学抽象）に基づいた造形スタイルを許容するようになった。また、記念碑のデザイナーも政府の関係者・縁故者だけではなく民間の彫刻家や建築家も採用するようになり、こうして戦争記念碑としては極めて独特な形状をした記念碑が次々と建てられていった。1960年代からはスポメニックの建設がユーゴスラビアの全国各地で競うように行われ始め、北マケドニアなど一部の地域では戦争の被害を受けたインフラストラクチャーの修復よりも優先された為に住民から批判の声が上がった。
その数は1960年代までに冷蔵庫程度の小型なものから15階建ての高層ビル並みに巨大なものまで約1万4000ほど建てられたとされ、1990年までには4万を超えていたとする文献もある。これは戦争記念施設としては他のヨーロッパ諸国の中でも際立って多く、スポメニックがいかに大規模な国家プロジェクトだったのかが垣間見える。中でも数十あるとされる巨大なスポメニックの周りには自然公園やランド・アート、戦争の詳細と悲惨さを伝える博物館や資料館、無名戦士の墓やイベントスペースなどが整備された。1970年代には学校の校外学習やピオニールの活動でそれらのスポメニックを訪れることが慣習となるなど教育にも積極的に活用され、多くの観光客が訪れる人気スポットとなった。

### 紛争による破壊

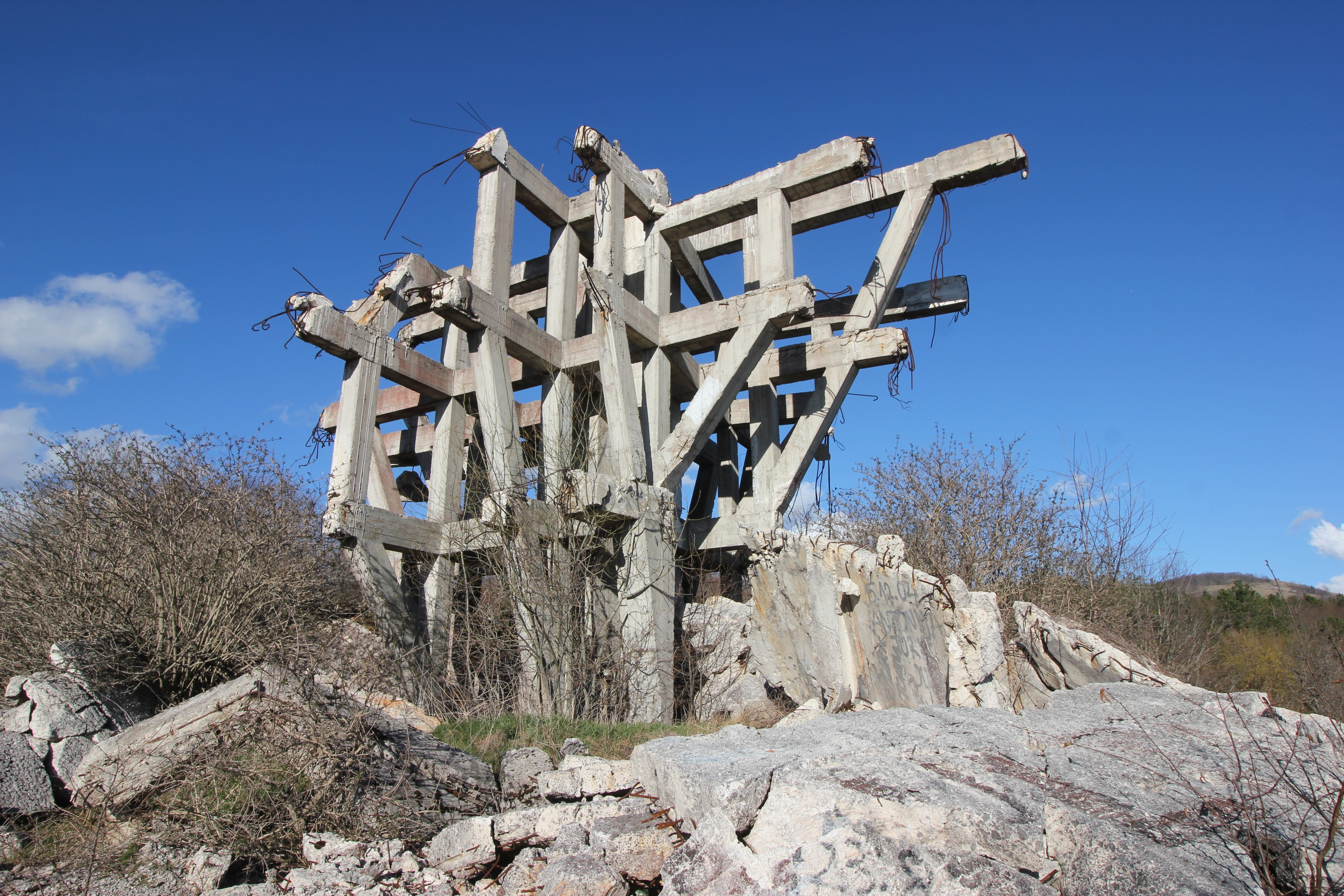
ヴァンダリズムによる被害を受け激しく損壊したマクリェン山 (Makljen) のスポメニック『詩人』の残骸。

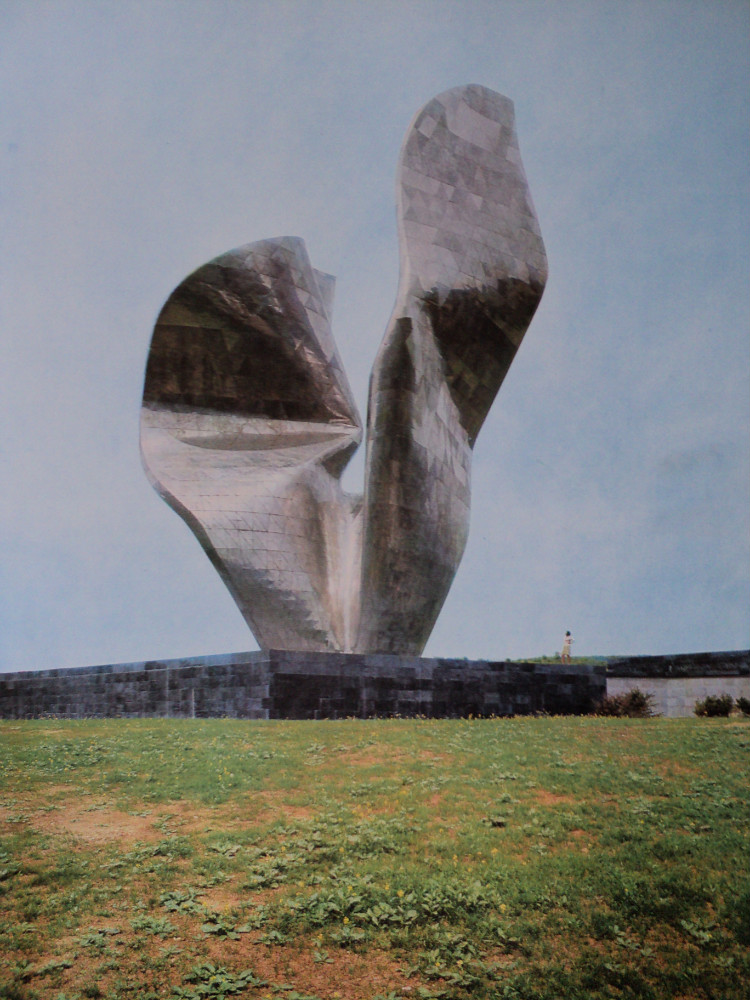
カメンスカ (Kamenska) にかつて存在したスポメニック『スラヴォニア人民革命勝利記念碑』。当時、世界最大のモダニズム芸術作品として名高い存在であったが、1992年にクロアチア紛争の戦闘で破壊された。

しかし、1980年にチトーが死去したことによりユーゴスラビアは重要な指導者を失い、政治的に不安定な時期を迎え始めた。ユーゴスラビアは各構成国の代表による集団指導体制へと転換するが、それぞれの代表がナショナリズムに訴えた自国に有利な政策を打ち出し、構成国間での利害の対立が深刻化した。それに伴い、これまでチトーによって厳しく抑圧されていた民族主義が再び台頭を始め、第二次世界大戦時のウスタシャやチェトニックによる虐殺の遺恨が再燃し、民族間の対立・緊張が募っていった。
また、1980年代のユーゴスラビアは経済の低迷に苦しみ、通貨ディナールのインフレーションや対外債務の危機的な増大という問題に直面していた。スポメニックの建立には日本円換算で1基あたり数億〜数十億円もの資金が投入されており、イデオロギー教育という政府にとって重要な役目を担うプロジェクトであったとは言え、完全な不採算事業であることは明白であった。
こうした建国時から抱えてきた諸問題が一気に顕在化し、更に政府によって隠蔽されてきた戦時中にパルチザンが起こした虐殺の数々やゴリ・オトク島の強制収容所で行われてきた囚人への非人道的行為が公になったことに加え、同時期に周辺の社会主義国で巻き起こっていた東欧革命の煽りをも受け、ユーゴスラビアの社会主義体制への不満や反発が噴出する事態に陥っていた。それと同時にスポメニックの存在意義は段々と薄れていき、スポメニックに関連した記念式典も次第に行われなくなり、新規の建設も1980年代初頭を境に滞るようになった。そして1991年、ユーゴスラビアは構成国の相次ぐ独立により崩壊し、独立を目指したスロベニア、クロアチア、ボスニア・ヘルツェゴビナ、コソボとユーゴスラビアのセルビア化を目論んだスロボダン・ミロシェヴィッチ政権のセルビアとの間で大規模な内戦（ユーゴスラビア紛争）が勃発した。
紛争の最中、スポメニックは独立派によって「忌まわしい旧社会主義体制の権化」と見なされて相次いで破壊され、更に戦禍を免れたものもメンテナンスが一切行われなくなり荒廃するなどしてその多くが著しく損傷するか原型をとどめないほど損壊した。紛争が終結した後も急進的な民族主義者や反共主義者によるヴァンダリズムや地元当局による解体・撤去が相次ぎ、それによってかつて2万〜4万とも言われたスポメニックは大幅に数を減らし、紛争によるスポメニックに関する記録の散逸によって詳細な現存数は現在でも不明となっている。

### 現在
第二次世界大戦の激戦地や虐殺の現場に建てられているスポメニックの特性上、その多くは都市部から遠く離れた場所に存在しており、山の山頂や森の奥深くに佇んでいる場合もある。そうした元々のアクセスの悪さに加えて、紛争に伴うアクセスの遮断や人口減、スポメニックに関する情報の散逸、政治的事情や地元当局・住民の無関心などによって現在でもその多くが荒廃したまま放置され、保存に向けた動きも目処が立っていないのが実情である。また、ユーゴスラビアの崩壊によってスポメニックが象徴する「第二次世界大戦の記憶」と「民族間の融和と団結」というテーマはほぼ完全に忘れ去られており、ユーゴスラビア紛争の戦没者を記念するモニュメントに建て替えられる事例も散見され、現存していてもパルチザンの活躍を説明する銘板が撤去される、無線局のアンテナや特定の民族を象徴する彫刻・建築物（セルビア正教会の教会堂など）がスポメニックのすぐ隣に建てられる等、もはや単なるオブジェとしか認識されていないケースも多くある。
しかし2010年代に入り、スポメニックの特徴的な形状がインターネットで話題に上るなどして国外からの関心を集めるようになり、スポメニックに対する研究が諸外国から行われるようになったほか、スポメニック巡りを目的とした観光客も増加している。国内でもユーゴノスタルギヤなどからスポメニックが持つ本来の意味の再評価が行われており、スポメニックやその跡地で祀られていた戦没者を弔うセレモニーや様々な催し物を開催したり、地域再興の目玉として比較的損傷の少ないスポメニックや周辺の観光ルートを整備する動きがあるなど、スポメニックの保存活動は地元の市民活動を通じて少しづつ広がっている。
だがその一方、再開発によるスポメニックの解体計画が現在も進んでいる場所が北マケドニアとコソボに複数存在している他、モスタルでは修復されたスポメニックが何者かによって再び損壊される事件が起きるなど、ユーゴスラビア時代の政治体制への嫌悪感や民族間の軋轢が根深く残る地では保存活動が阻害される事例も発生している。

## スポメニックの一覧
以下に旧ユーゴスラビアを構成していた各共和国に建立されたスポメニックのうち著名なものの詳細を記す。なお、形状の意味については作者がその意図を明確にしていなかったり、資料や情報の散逸によって不明となったケースが多い為、研究家などの第三者の考察も含めて記載する。また、作者が複数存在する場合はスポメニックのデザイン設計を担当した人物を記載する。

### 現存するスポメニック

#### セルビア
| 画像・名前・場所                                   | 作者                             | テーマ                                                                                            | 形状の意味 | 状態     | 竣工年 |
| -------------------------------------------------- | -------------------------------- | ------------------------------------------------------------------------------------------------- | --- | -------- | ------ |
| 『革命戦士記念碑』（ヴァリェヴォ）                 | ヴォイン・バキッチ               | 同地で刑死した人民英雄スティエパン・フィリポヴィッチ並びに同地出身のパルチザン兵士を記念          | 処刑される直前、絞首台の上に立ち拳を高く突き上げ「ファシズムに死を、人民に自由を！」と叫ぶフィリポヴィッチの姿をキュビズム的要素を加えて表現している。                                                                                               | 良好     | 1960年 |
| 『三つの拳』（ニシュ）                             | イヴァン・サボリッチ             | ニシュ強制収容所で行われたドイツ軍による虐殺の犠牲者約1万数千人の慰霊                             | ブバニの丘で処刑された男性、女性、子供の拳を表し、多くの人々がその家族ごと処刑された現実と、人々の抑圧に対する抵抗を象徴している。 | 良好     | 1963年 |
| 『中断された飛行』（クラグイェヴァツ）             | ミオドラグ・ジヴコヴィッチ       | 授業中の教師と学生数百人を含む約2800人の住民がドイツ軍に処刑されたクラグイェヴァツの虐殺          | 全体の形状は飛び立とうとする鳥を、その片方の突起はへし折られた翼をそれぞれ表し、未来へと飛び立とうとした学生達の命が奪われた悲劇を象徴している。その表面には殺された学生と教師の姿が彫刻されている。                                                 | 良好     | 1963年 |
| 『スロボディシュテ』（クルシェヴァツ）             | ボグダン・ボグダノヴィッチ       | 約3年にわたるドイツ軍による占拠と無差別処刑の犠牲となった兵士や住民約1650人の慰霊                 | 集団墓地の入口にある彫刻『太陽の門』は逆さまにしたオメガを表し、「終わり（死者の世界）への入り口」を意味している。その奥にある『生者の谷』には鳥の翼を象った12の彫刻が設置されており、処刑された人々の魂が天国へと羽ばたいて行く様子を表現している。 | 一部損傷 | 1965年 |
| 『パルチザン戦没者記念碑』（ズラティボル）         | ヨヴァンカ・イェフタノヴィッチ   | 1941年11月にドイツ軍が戦時法規に背いてパルチザンの負傷兵約150人を惨殺した事件とその犠牲者の慰霊   | 作家ヴァスコ・ポパの詩『Branim』の一節をモチーフにした、パンを手にする様式化された人間が描かれており、「敵にはパン一斤も渡さない」というメッセージが込められている。                                                                                 | 良好     | 1967年 |
| 『勇気』（オストラ）                               | ミオドラグ・ジヴコヴィッチ       | 1943年3月に同地で発生したチェトニック兵約500人との激闘と戦死したパルチザン兵士14人の慰霊          | 不明（パルチザン兵士の犠牲や苦悶を表面に彫刻された複数の顔で、そして圧倒的に不利な戦力差の中で戦ったパルチザン兵士の勇敢さを空に向かってそびえ立つモノリスの姿で表している、とする説がある）。                                                       | 一部損傷 | 1969年 |
| 『10月14日記念碑』（クラリェヴォ）                 | スパソイェ・クルニッチ           | 1941年10月に数千人の住民がドイツ軍に処刑されたクラリェヴォの虐殺                                  | 集団墓地を囲む数百の碑は木の切り株を象っており、枢軸国軍の手によって命を絶たれた人々を象徴している。 | 良好     | 1970年 |
| 『コスマイ・パルチザン記念碑』（コスマイ）         | ヴォイン・ストイッチ             | コスマイ＝ポサヴィナ・パルチザン分遣隊の結成と活躍、戦没者の慰霊                                  | パルチザンの反抗を象徴する火花がモチーフになっており、同時にパルチザンのシンボルである五芒星と労働者の五本の指を表している。 | 良好     | 1971年 |
| 『ベラ・ツルクヴァ蜂起記念碑』（ベラ・ツルクヴァ） | ボグダン・ボグダノヴィッチ       | 1941年7月に同地で発生したドイツに対するセルビアでの最初の武装抵抗                                 | シャイカチャを被り、セルビアの民族衣裳に身を包む抽象化された男性の姿を表している。 | 良好     | 1971年 |
| 『森の女神』（レスコヴァツ）                       | ボグダン・ボグダノヴィッチ       | ドイツ軍との約3年にわたる戦闘、人民英雄14人を含む戦没者・無差別処刑の犠牲者約1000人の慰霊         | 不明（中央の双曲面構造の巨大な碑は勝利の女神ニーケーの非常に抽象化された姿、その周りのフィドルヘッド状の模様が彫られた34基の墓標はステチュツィのオマージュとする説がある）。                                                                         | 良好     | 1971年 |
| 画像外部リンク 『絞首台』（ザイェチャル）          | ヴラディミル・ヴェリチコヴィッチ | 約3年にわたるドイツ軍による占拠と無差別処刑の犠牲となった兵士や住民約数千人の慰霊                 | 倒される絞首台を表しており、枢軸国による無差別処刑の恐怖とパルチザンによる解放を同時に象徴している。 | 良好     | 1971年 |
| 『ノヴィ・サド・パルチザン記念碑』（チェネイ）     | パヴレ・ラドヴァノヴィッチ       | ノヴィ・サド・パルチザン分遣隊を組織し、ハンガリー軍と対峙した4人の兵士の功績                     | 戦死した4人のパルチザン兵士の姿（うち2人はほぼ同時に戦死した為に繋がっており、うち1人は包囲からの脱出に成功するも枢軸国軍に処刑された為に離され、両腕を上げている）を抽象的に象っている。                                                            | 一部損傷 | 1971年 |
| 『ストルチツァ記念碑』（ラコヴァツ）               | ミルコ・クルストノシッチ         | フルシュカ・ゴーラで枢軸国軍と対峙して戦死した3人のパルチザン兵士の慰霊                           | 3つの碑は戦死した3人の人民英雄を表し、その根元部分にはそれぞれの人民英雄の名を記した銘板が埋め込まれている。 | 一部損傷 | 1972年 |
| 『戦没者及びファシズム犠牲者記念碑』（ティテル）   | ヨヴァン・ソルダトヴィッチ       | ハンガリー軍の侵攻と、軍に追い詰められティサ川で溺死した住民約80人の慰霊                          | 不明（枢軸軍の侵攻を住民を捕えようとする巨大な鉤爪で表現し、その先端が僅かにずれていることでその抑圧が最終的に不完全なものに終わった事を象徴している、とする説がある）                                                                               | 良好     | 1974年 |
| 『守護者』（ヴラソティンツェ）                     | ボグダン・ボグダノヴィッチ       | ドイツ・ブルガリア両軍との約3年半にわたる戦闘と同地の解放、その戦没者の慰霊                       | 完全な抽象形態につき不明（極めて抽象化されたアトラスと新石器時代の墳墓を組み合わせて象った、とする説がある）。 | 良好     | 1975年 |
| 『弾痕』（カディニャチャ）                         | ミオドラグ・ジヴコヴィッチ       | 1941年11月のカディニャチャの戦いとその戦没者約400人の慰霊                                         | ドイツ軍の攻撃を巨大な弾痕で、攻撃を受けたパルチザン兵士の苦悶を弾痕の内側に彫刻された複数の顔で表現している。 | 良好     | 1979年 |
| 『闘争と勝利の霊廟』（チャチャク）                 | ボグダン・ボグダノヴィッチ       | チャチャク・パルチザン分遣隊の活躍と同地の解放、戦没者4560人の慰霊                                | 3つの門には「人間の獣性」を象徴する620もの抽象化されたグロテスクが彫られており、門の内側にできる影を「戦争の闇」、門と門の間から差し込む日光を「自由の光」に見立て、戦没者の魂を戦争の恐怖から解放し、死後の世界へと誘うという意味が込められている。 | 一部損傷 | 1980年 |
| 『狙撃兵』（ヴルニャチュカ・バニャ）               | ボグダン・ボグダノヴィッチ       | 1941年10月13日に同地で勃発した第1次反パルチザン攻勢の最初の戦闘                                   | 不明（碑の中央の開口部は戦没者の魂が通るポータルを、三角形の碑は戦没者の魂を死後の世界へと昇華させるプリズムをイメージしている、とする説がある）。                                                                                                   | 良好     | 1981年 |
| 『ストラティシュテ虐殺慰霊碑』（パンチェヴォ）     | ネボイシャ・デリャ               | ヤブカの処刑場で行われたドイツ軍による虐殺の犠牲者約1万人の慰霊                                   | 碑の形状は畑の畝を象っており、同地の農業の歴史とパルチザン兵士となって戦った農民の活躍を象徴している。 | 良好     | 1981年 |
| 『星』（ポジャレヴァツ）                           | ミロラド・テパヴァツ             | 約3年間にわたるドイツ軍の占領下で発生した無差別処刑の犠牲となった兵士441人と住民約3000人の慰霊    | パルチザンのシンボルである五芒星を表しており、どの位置から見ても必ず五芒星が現れるよう設計されている。 | 一部損傷 | 1985年 |
| 画像外部リンク 『鋤』（ズレニャニン）              | ムラデン・マリンコフ             | 1941年6月に発生したヴォイヴォディナ蜂起と、人民英雄ジャルコ・ズレニャニンを始めとした戦没者の慰霊 | イザヤ書の一節をモチーフにした、武器から姿を変えようとする鋤の刃を表し、戦闘の終結と同地の農業文化への誇りを同時に象徴している。 | 一部損傷 | 1985年 |
| 『ヤインツィ記念碑』（ヤインツィ）                 | ヴォイン・ストイッチ             | ヤインツィ処刑場で行われたドイツ軍による虐殺の犠牲者約8万人の慰霊                                 | 中央の碑は平和の象徴である白い鳩を象っており、周りに処刑場の柵の支柱を残して空虚な空間を作ることで、訪れた人に虐殺がこの地で行われた現実を肌身で感じ取れるようデザインされている。                                                                   | 良好     | 1988年 |

#### コソボ
| 画像・名前・場所                           | 作者                       | テーマ                                                                                   | 形状の意味 | 状態       | 竣工年 |
| ------------------------------------------ | -------------------------- | ---------------------------------------------------------------------------------------- | --- | ---------- | ------ |
| 『ヴェラニヤ殉教者墓地』（プリシュティナ） | スヴェティスラフ・リチナ   | 枢軸国軍並びに大アルバニア主義者との4年にわたる戦闘と戦没者220人の慰霊                   | 不明（中央の球体の碑は地球儀を、周りのコンクリート壁の平面形状は輝く星をそれぞれ表し、コソボの人々が民族の枠に囚われずに協同する事への願いが込められている、とする説がある）。 | 激しく損壊 | 1961年 |
| 『兄弟愛と統一記念碑』（プリシュティナ）   | ミオドラグ・ジヴコヴィッチ | イタリアによる侵攻とドイツによる占領の犠牲となった住民及び同地出身のパルチザン兵士の慰霊 | 3本の柱はそれぞれセルビア人、モンテネグロ人、アルバニア人を表しており、それが1つの碑を構成することでそれぞれの民族が一致団結する様子を表している。                             | 一部損傷   | 1961年 |
| 『炭鉱労働者記念碑』（ミトロヴィツァ）     | ボグダン・ボグダノヴィッチ | パルチザンと合流して共にドイツと戦ったトレプチャ鉱山の炭鉱労働者部隊の功績               | モチーフは2つのエンタシス柱に支えられた炭鉱用の運搬車で、アルバニア人とセルビア人の2つの民族が共にファシズムから炭鉱を守り抜いた歴史を象徴している。                           | 一部損傷   | 1973年 |

#### クロアチア
| 画像・名前・場所                                           | 作者                       | テーマ                                                                                                  | 形状の意味 | 状態       | 竣工年 |
| ---------------------------------------------------------- | -------------------------- | --- | --- | ---------- | ------ |
| 『12月の虐殺記念碑』（ドゥブラヴァ）                       | ドゥシャン・ジャモニャ     | 16人の住民がドイツ軍に処刑された1943年12月の虐殺                                                        | 絞首刑に処され、吊るされた人々の姿を抽象的かつ幾何学的に表現している。 | 良好       | 1960年 |
| 『カモメの翼』（ポドゴーラ）                               | ライコ・ラドヴィッチ       | 第1パルチザン海軍分遣隊の創立とイタリア軍との戦闘                                                       | 全体の形状は両翼を広げたカモメを抽象的に象っており、空に向かって伸びている翼はパルチザンの勝利を、曲がっている翼はこの戦闘で命を落とした兵士をそれぞれ表している。                                                    | 良好       | 1962年 |
| 『第二次世界大戦戦没者記念碑』（ヴォディツェ）             | マリヤン・ブルゲル         | イタリア軍との4年にわたる戦闘と同地の解放、同地出身の戦没者238人の慰霊                                  | 「再生」「新たなる命の誕生」「死者への手向け」といった意味を持つ、ケシと思しき一輪の花を象っている。 | 良好       | 1965年 |
| 『石の花』（ヤセノヴァツ）                                 | ボグダン・ボグダノヴィッチ | ヤセノヴァツ強制収容所で発生したウスタシャによる虐殺の犠牲者約10万人の慰霊                              | 平和、再生、そしてあらゆる感情に左右されない悟りを象徴する一輪のハスの花を象り、過去の精算とこれからの民族の融和への願いが込められている。                                                                            | 良好       | 1966年 |
| 『モスラヴィナ人民革命記念碑』（ポドガリッチ）             | ドゥシャン・ジャモニャ     | モスラヴィナ地区で起こった反ファシスト蜂起とパルチザン拠点の建設、同地出身のパルチザン兵士約900人の慰霊 | 勝利の象徴である翼を持つ太陽を表し、左右非対称の形状にすることで羽ばたく翼をダイナミックに表現している。 | 良好       | 1967年 |
| 『ドトルシュチナ記念碑』（ザグレブ）                       | ヴォイン・バキッチ         | ドイツ・ウスタシャ両軍によって処刑され、同地に埋められた約1万8000人の住民の慰霊                         | 完全な抽象形態につき不明（その形状と磨かれたステンレスという材質から、虐殺された人々の心の純粋さと永遠の輝きを象徴する宝石の結晶を象っている、とする説がある）。                                                      | 良好       | 1968年 |
| 『自由記念碑』（ドニ・ミホリャツ）                         | スティエパン・ブルロシッチ | 第6スラヴォニア・パルチザン軍団の活躍と同地の解放、戦没者の慰霊                                         | 不明（全体の形状は鏃を象り、自由公園の真ん中に位置していることから「パルチザン闘争は自由の中心地」であることを示している、とする説がある）。                                                                          | 良好       | 1968年 |
| 『ファシズム犠牲者記念碑』（ポドフム）                     | シメ・ヴラス               | 91人の住民がイタリア軍によって処刑されたポドフムの虐殺                                                  | 虐殺の犠牲者数と同じ91枚の花弁を持つ一輪の巨大な花を象っている。 | 良好       | 1970年 |
| 『革命記念碑』（マカルスカ）                               | シメ・ヴラス               | ビオコヴォ・パルチザン海軍旅団の組織とイタリア海軍との激闘、戦没者の慰霊                                | 不明（同地のパルチザン旅団の名称の由来となったビオコヴォ山脈を抽象的に象っている、とする説がある）。 | 良好       | 1974年 |
| 『壊れた輪』（ザグレブ国際空港）                           | マリヤン・ブルゲル         | 1945年のウスタシャとの最後の戦闘と枢軸国軍の降伏によるザグレブの解放                                    | 全体の形状は枢軸国軍によるザグレブの包囲を、上部の切れ目は包囲からの突破を表している。 | 良好       | 1978年 |
| 『ドゥディグ記念碑』（ヴコヴァル）                         | ボグダン・ボグダノヴィッチ | 1941年7月にウスタシャによって処刑され、同地に埋められた住民455人の慰霊                                  | ユーゴスラビアの国章に描かれた5つの松明を墳墓の要素も組み合わせて抽象的に象り、虐殺を一民族ではなく一国にとっての悲劇であることを象徴している。                                                                       | 一部損傷   | 1980年 |
| 『ブレゾヴィツァ部隊記念碑』（シサク）                     | ジェリミール・ヤネシュ     | 1941年6月に同地で組織された最初のパルチザン部隊の功績                                                   | モチーフは高度に様式化されたニレの木の幹であり、戦火を逃れた同地の若者たちがブレゾヴィツァのニレの古木の下で結束し、パルチザン部隊を組織したという伝説を象徴している。                                                | 一部損傷   | 1981年 |
| 『戦没者及びファシズム犠牲者記念碑』（スラビニャ）         | スタニスラフ・ミシッチ     | 約4年にわたるウスタシャの占領と無差別処刑の犠牲となった同地出身の兵士と住民547人の慰霊                  | ロシア構成主義の絵画『赤い楔で白を打て』にヒントを得ており、白い尖塔は犠牲と自由の獲得を、赤い三角形は共産主義革命を象徴している。                                                                                    | 一部損傷   | 1981年 |
| 『バニヤ＝コルドゥン人民蜂起記念碑』（ペトロヴァ・ゴーラ） | ヴォイン・バキッチ         | パルチザンと合流し、共にウスタシャに対し蜂起した同地域出身の住民と戦没者約300人の慰霊                   | 完全な抽象形態につき不明（ステンレス製の外装とその形状から、太陽光を反射して常に光り輝き、ファシストによる占領という暗い過去を持つこの地を照らし続けるようにデザインされたとする説がある）。                          | 激しく損壊 | 1981年 |
| 『戦没者及びファシズム犠牲者記念碑』（プロヴァニア）       | アレクサンダル・ルカヴィナ | イタリア・ドイツ両軍との3年半にわたる戦闘、並びに戦死した同地出身の兵士と住民の慰霊                     | クロアチア人、スロベニア人、イタリア人を表す3つの碑から成り、それぞれに「伝統衣装を身にまとい、コロを踊る人々」「食物を牛車に載せて運搬する人々」「武器や農具を手に枢軸軍と対峙する人々」のモザイク画が描かれている。 | 良好       | 1981年 |
| 『スヴィルチェ戦没者慰霊碑』（フヴァル）                   | ディンコ・ヴランコヴィッチ | 枢軸国軍との戦闘で戦死した同地出身のパルチザン兵士16人の慰霊                                            | 木の切り株から複数の蘖（ひこばえ）が生える様子を人間の手の要素も加えて抽象的に象り、阻害されてもなお生き続け、成長してゆく自由の精神を象徴している。                                                                  | 良好       | 1982年 |

#### ボスニア・ヘルツェゴビナ
| 画像・名前・場所                                          | 作者                             | テーマ | 形状の意味 | 状態       | 竣工年           |
| --------------------------------------------------------- | -------------------------------- | --- | --- | ---------- | ---------------- |
| 画像リンク 『クライナ戦没者記念碑』（バニャ・ルカ）       | アントゥン・アウグスティンチッチ | ウスタシャ・ドイツ両軍との4年にわたる激闘とボサンスカ・クライナ地方出身の戦没者・無差別処刑の犠牲者数千人の慰霊 | 全体の形状は発射された弾丸を象っており、その周囲にはロドス島の巨像を模した旗を持つ男性の石像と、枢軸国軍に立ち向かい、壮絶な戦闘の末勝利するパルチザンの姿をダビデとゴリアテの比喩も含めて描いたレリーフが彫られている。        | 一部損傷   | 1961年           |
| 『パルチザン記念墓地』（モスタル）                        | ボグダン・ボグダノヴィッチ       | 枢軸国軍との4年にわたる激闘と戦死した同地出身のパルチザン兵士810人の慰霊                                        | エトルリア文明を参考に、太陽系や宇宙などをイメージした合計1万以上の彫刻で墓地を彩り、「死者の都市」を体現している。そして、埋葬された兵士一人一人の墓標は幾何学的な形状をしており、何を象徴しているかについては様々な説がある。 | 激しく損壊 | 1965年           |
| 画像リンク 『人民解放戦争戦没者慰霊碑』（ヴォゴシュチャ） | ペータル・クルスティッチ         | ヴォゴシュチャ・パルチザン分遣隊の活躍と同地の解放、戦没者62人の慰霊                                            | 不明（碑の中央にある銅が埋め込まれた亀裂は戦死したパルチザン兵士の傷口（切創）を象っており、その部分が雨水に晒されて銅が溶けることで傷口からの流血を表現している、とする説がある）。                                            | 良好       | 1969年           |
| 『人民解放戦争戦没者慰霊碑』（ヴルトチェ）                | ネボイシャ・ラティノヴィッチ     | 第3クライナ・プロレタリアート旅団の同地出身の兵士の活躍、戦没者408人と報復殺人の犠牲者768人の慰霊               | 3つの柱はそれぞれクロアチア人、セルビア人、ボシュニャク人を表し、それが五芒星の下に円陣を組むように繋がっていることで「共産主義がもたらした兄弟愛と統一の信念」を体現している。                                                 | 良好       | 1971年           |
| 『英雄の谷』（ティエンティシュテ）                        | ミオドラグ・ジヴコヴィッチ       | 1943年5月のスティエスカの戦いとその戦没者3301人の慰霊                                                           | 双方のパーツはそれぞれ勢いよく突撃するパルチザン兵士とドイツ軍兵士の残像を表し、全体で勝利の女神ニーケーの翼を象っている。 | 良好       | 1971年           |
| 『革命記念碑』（コザラ）                                  | ドゥシャン・ジャモニャ           | 1942年6月のコザラ攻勢の戦没者及びヤセノヴァツ強制収容所に連行され殺害された住民約9921人の慰霊                   | 円筒状に並べられた20の石柱に設けられた凹凸は戦争がもたらした「光と影」を二元論で象徴し、凸の部分は生と勝利を、凹の部分は死と犠牲をそれぞれ表している。                                                                          | 良好       | 1972年           |
| 『人民解放戦争戦没者慰霊碑』（ブラヴスコ・ポリェ）        | ミルコ・ラドゥロヴィッチ         | 第3クライナ・プロレタリアート旅団の同地出身の兵士の活躍、戦没者502人の慰霊                                      | 情報の散逸により不明（5方向に伸びるサイレンのホーンを表し、同地出身の兵士の功績や偉業を後世へと伝える事を象徴すると共に平面形状が星形となるよう設計された、とする説がある）。                                                   | 一部損傷   | 1972年           |
| 『パルチザン航空隊記念碑』（メデノ・ポリェ）              | 不明                             | メデノ・ポリェ飛行場とパルチザン空軍の創設、並びに同地出身の戦没者の慰霊                                        | 情報の散逸により不明（飛行場に離着陸する3機の航空機の軌道を表している、とする説がある）。 | 一部損傷   | 1974年           |
| 『ファシズム犠牲者のネクロポリス』（ノヴィ・トラヴニク）  | ボグダン・ボグダノヴィッチ       | 1941年8月にウスタシャに処刑された700人余の住民の慰霊                                                            | 不明（碑に描かれた大きく見開かれた眼を持つ蛇の様な図柄はアンフィスバエナ、もしくは住民を見守る抽象化された衛兵の姿を表している、とする説がある）。                                                                              | 一部損傷   | 1975年           |
| 画像外部リンク 『自由の丘』（ノヴィ・グラード）           | アフメド・ベシッチ               | 1941年7月に同地で発生した枢軸国軍に対するボサンスカ・クライナ地方での最初の蜂起                                 | 開花したばかりの一輪の花を象り、蜂起による「反ファシズムという理念の誕生」を体現している。 | 一部損傷   | 不明（1970年代） |
| 『コルチャニツァ病院記念碑』（グルメチュ）                | リュボミール・デンコヴィッチ     | グルメチュ山の斜面に存在したパルチザンの野戦病院とその衛生兵の功績                                              | 新しく芽吹いた花の蕾を象り、犠牲となったパルチザン兵士によってもたらされた新たな自由の誕生を象徴している。 | 一部損傷   | 1979年           |
| 『ファシズム犠牲者記念碑』（ビハチ）                      | ボグダン・ボグダノヴィッチ       | 1941年7月にウスタシャが約1万2000人の住民を処刑したガラヴィツェの虐殺                                            | 悲しみに暮れて俯き、涙を流している抽象化された母親と思しき女性の姿を表している。 | 一部損傷   | 1981年           |

#### 北マケドニア
| 画像・名前・場所                       | 作者                             | テーマ                                                                                   | 形状の意味 | 状態     | 竣工年 |
| -------------------------------------- | -------------------------------- | ---------------------------------------------------------------------------------------- | --- | -------- | ------ |
| 『無敗の塚』（プリレプ）               | ボグダン・ボグダノヴィッチ       | 1942年のドイツ・ブルガリア両軍によるダブニツァの虐殺及び同地出身の戦没者約800人の慰霊    | 不明（同地の兵士が集結して1つの強力なパルチザン部隊へと変貌を遂げる様子を、燃える松明やイオニア式柱、マケドニアの伝統舞踊を踊る女性像等の要素を組み合わせて抽象的に表している、とする説がある）。                                                                                               | 良好     | 1961年 |
| 『プレスパ協議記念碑』（オテシェヴォ） | ヨルダン・グラブル               | 1943年8月2日のプレスパ協議の開催と同地でのパルチザン抵抗運動の開始                       | 不明（自由の象徴である炎と、生命や再生の象徴である植物の葉を同時にイメージできるよう、錯視の要素も持たせて抽象的にデザインされた、とする説がある）。 | 一部損傷 | 1973年 |
| 『イリンデン』（クルシェヴォ）         | ヨルダン・グラブル               | イリンデン蜂起から第二次世界大戦までを通じてマケドニアの解放に尽力した同地の戦没者を記念 | 全体の形状は古代の武器であるモーニングスターを象り、過去の束縛からの解放と脱出を象徴している。斜め上の4つの突起にはマケドニアの四季を表現したステンドグラスが、そして下部の4つの突起にはマケドニアの歴史と解放戦争の過程を胚や太陽、リンゴ等に喩えた極めて抽象的な8つのレリーフが施されている。 | 良好     | 1974年 |
| 『革命記念碑』（ストルガ）             | ヴォイスラフ・ヴァシリェヴィッチ | 枢軸国軍との3年にわたる戦闘と同地の解放、同地出身の戦没者335人の慰霊                     | 全体の形状は垂れ下がる軍旗を表しており、戦闘の終結を象徴している。また、碑の底部には旗を振るいながら戦うパルチザン兵士の姿が描かれており、対照性を持たせている。 | 良好     | 1974年 |
| 『革命戦没者慰霊碑』（シュティプ）     | ボグダン・ボグダノヴィッチ       | ドイツ・ブルガリア両軍との戦闘の戦没者814人・無差別処刑の犠牲者約9000人の慰霊            | 不明（ミノア文明の『聖別の角』及び同地の宝飾品文化にヒントを得た、角を持つ様式化された太陽あるいはケシの花を表している、とする説がある）。 | 一部損傷 | 1974年 |
| 『戦没者記念納骨堂』（カヴァダルツィ） | ペータル・ムリチコフスキ         | ティクヴェシュ・パルチザン分遣隊の活躍と同地の解放、同地出身の戦没者約300人の慰霊        | オスマン帝国に徴収される不動産税を最小限にする為に低層階の床面積を高層階よりも小さく設計した、オフリド地方に見られる特徴的な伝統家屋をモチーフにしている。 | 一部損傷 | 1976年 |
| 『自由の碑』（コチャニ）               | グリゴール・チェメルスキ         | イリンデン蜂起から第二次世界大戦までを通じてマケドニアの解放に尽力した同地の戦没者を記念 | 古代の神殿をモチーフにした複数のコンクリート壁で構成され、それぞれにマケドニアの抵抗運動と勝利、犠牲者の姿、平和を享受する人々と社会主義政権がもたらした電化の様子を描いたモザイク画に彩られている。                                                                                            | 良好     | 1977年 |
| 『戦没者記念納骨堂』（ヴェレス）       | リュボミール・デンコヴィッチ     | 第8マケドニア＝ヴェレス・パルチザン旅団による同地の解放、戦没者約100人の慰霊             | 不明（マケドニアのシンボルの一つであるケシの花を逆さまにし、この地に眠る戦没者を包み込むようにデザインされたという説、砕けたドイツ軍兵士のヘルメットを象っているという説がある）。 | 良好     | 1979年 |

#### スロベニア
| 画像・名前・場所                                        | 作者                 | テーマ                                                                                               | 形状の意味 | 状態 | 竣工年 |
| ------------------------------------------------------- | -------------------- | --- | --- | ---- | ------ |
| 画像外部リンク 『自由の丘』（イリルスカ・ビストリツァ） | ヤネツ・レナーシィ   | ユーゴスラビア第4軍及びパルチザン第3海外旅団による同地の解放と戦没者の慰霊                           | 全体の形状はポストイナ鍾乳洞を抽象的に象り、内部にある9つの柱は鍾乳石と戦没者の骨を同時に表している。                                               | 良好 | 1965年 |
| 『解放戦争とファシスト犠牲者記念碑』（チュルニ・カル）  | エド・ミヘヴツ       | イタリア・ドイツ両軍と戦った同地出身のパルチザン兵士、並びにイタリアで戦ったパルチザン海外旅団の功績 | 古代イストリアのガレー船をモチーフにしており、スロベニアで最も古いと言われる同地の海運の歴史とパルチザン海外旅団の活躍を同時に象徴している。        | 良好 | 1966年 |
| 『ツァンカル大隊記念碑』（ドラジュゴシェ）              | ストヤン・バティッチ | 1942年のドラジュゴシェの戦いの戦没者と戦闘に巻き込まれた住民計50人の慰霊                             | スロベニアのシンボルの1つである干し草小屋「コゾレッツ」を円形に象り、かつて戦場となった渓谷を一望できる展望台として機能するようデザインされている。 | 良好 | 1976年 |

#### モンテネグロ
| 画像・名前・場所                                            | 作者                               | テーマ                                                                                      | 形状の意味 | 状態     | 竣工年           |
| ----------------------------------------------------------- | ---------------------------------- | ------------------------------------------------------------------------------------------- | --- | -------- | ---------------- |
| 画像外部リンク 『フォーク』（ポドゴリツァ）                 | ミロラド・ミショ・ヴコティッチ     | 1943年にドイツ軍によって絞首刑に処されたパルチザン兵士9人と住民約数百人の慰霊               | 不明（絞首台として利用された横に伸びる木の枝を象っているとする説、処刑場を指差す犠牲者の上肢の骨を表しているとする説がある）。 | 良好     | 不明（1970年代） |
| 『ヤシコヴァツ自由記念碑』（ベラネ）                        | ボグダン・ボグダノヴィッチ         | 第8モンテネグロ・パルチザン旅団による同地の解放と戦没者約6000人の慰霊                       | 完全な抽象形態につき不明（同地の伝統集落「カトゥン」の小屋をパゴダの要素も組み合わせて抽象的に象った、とする説がある）。 | 良好     | 1977年           |
| 『リェシャンスカ・ナヒヤ戦没者記念碑』（ポドゴリツァ）      | スヴェトラーナ・カナ・ラデヴィッチ | 第一次バルカン戦争、第一次・第二次世界大戦の3つの大規模戦争の戦場となった同地の戦没者の慰霊 | 中央の塔のモチーフは空に向かって伸ばした両腕で、同地の解放のために戦った兵士や犠牲となった市民の魂を天に捧げるという意味が込められている。                                                                                         | 良好     | 1980年           |
| 『スティテスカ戦没者記念碑』（ニクシッチ）                  | リュボ・ヴォイヴォディッチ         | スティエスカの戦いでの第5モンテネグロ・プロレタリアート旅団の活躍と戦没者を記念             | 完全な抽象形態につき不明（碑の最上部には五芒星と「1941-1945」の文字が彫られており、共産主義革命の成就を象徴している、とする説がある）。                                                                                            | 良好     | 1984年           |
| 『自由記念碑』（ウルツィニ）                                | ミオドラグ・ジヴコヴィッチ         | イタリア軍との戦闘の戦没者172人の慰霊、並びにバルカン空軍に参加したパルチザン戦闘員の功績   | 不明（全体の形状は戦闘機の主翼を、碑の内側に彫られた複数の人々は戦死したパルチザンのパイロットの姿を表しているとする説、パルチザンの反抗がこの地から全国へと波及してゆく様子を四方八方に広がる光芒で表現しているとする説がある）。 | 一部損傷 | 1985年           |
| 画像外部リンク 『第二次世界大戦戦没者記念碑』（ニクシッチ） | リュボ・ヴォイヴォディッチ         | 同地で刑死した人民英雄リュボ・チュピッチとパルチザン兵士31人の慰霊                          | 不明（全体の形状はスイセンと思しき一輪の花を表し、その台座と花弁の外周は「戦争の歯車」を、花弁中央部の幾何学的な模様は社会主義のシンボルである五芒星をイメージしている、とする説がある）。                                         | 一部損傷 | 1987年           |

### 破壊されたスポメニック
| 画像・名前                                        | 場所                                 | 作者                     | テーマ | 形状の意味 | 破壊の原因・現状 | 竣工年 |
| ------------------------------------------------- | ------------------------------------ | ------------------------ | --- | --- | --- | ------ |
| 画像外部リンク 『スプリト・パルチザン記念碑』     | クロアチア・コシュテ                 | ヴコ・ボンバルデッリ     | 同地で結成された第1スプリト・パルチザン分遣隊の活躍と戦没者約28人の慰霊                                                         | 完全な抽象形態につき不明（空に向かって伸びる3つの尖塔は枢軸国軍に対して蜂起した若者たちの反抗を抽象的に表している、とする説がある）。    | 1992年8月21日未明、何者かが碑の根元で爆発物を爆破させたことで倒壊し、その後も横倒しになったまま放置されている。 破壊した人物は特定されていないが、破壊された当時の現場はクロアチア紛争の激戦地となっていた。 | 1961年 |
| 画像リンク 『ボロとラミズ記念碑』                 | コソボ・ランドヴィツァ               | ミオドラグ・ペシッチ     | 同地で刑死した人民英雄ボロ・ヴクミロヴィッチとラミズ・サディクの友情と抵抗運動の功績を記念                                      | 銃殺刑に処される直前、ヴクミロヴィッチとサディクが共に強く抱き合い、引き離されることを拒絶した場面を抽象的に象っている。                 | 1999年、コソボ紛争（イェシュコヴォの戦い）の戦没者を記念する複合施設「プリズレン殉教者墓地」の建設に伴い全て取り壊された。2025年現在、跡地にはコソボ解放軍の兵士を記念する全く異なる形状のモニュメントが建立されている。 コソボでは紛争の影響でユーゴスラビア（セルビア）への嫌悪感が強く、ユーゴスラビアの建国に貢献した二人の英雄の名をコソボから排除する動きが各地で起こっており、プリシュティナに存在した二人の胸像も破壊の対象となり、銘板とヴクミロヴィッチの胸像が撤去された。 | 1963年 |
| 画像リンク 『ドルヴァル人民解放戦争戦没者慰霊碑』 | ボスニア・ヘルツェゴビナ・ドルヴァル | マリヤン・コツコヴィッチ | 1944年5月のドルヴァルの戦いとその戦没者約4000人の慰霊                                                                           | 空に向かって放射状に伸びる4つの石柱にはパルチザン兵士たちの姿が描かれており、戦死した兵士が天に昇ってゆく様子を象徴している。            | 1996年に何者かによって爆破され、4つの石柱は全て地面に倒れ損壊したまま放置されている。 破壊した人物は特定されていないが、デイトン合意後に同地に移住してきたセルビア人と居住していたクロアチア人の衝突が関係していると推測されている。 2023年に再建計画が立ち上がり、予算の確保に向けて動き始めている。 | 1967年 |
| 『スラヴォニア人民革命勝利記念碑』                | クロアチア・カメンスカ               | ヴォイン・バキッチ       | 第6スラヴォニア・パルチザン軍団の活躍と同地の解放、戦没者約2000人の慰霊                                                         | 力強さと勇気を象徴する、翼を広げた鷲の姿を抽象的に象っている。                                                                           | 1992年2月21日にクロアチア軍によって爆破解体され、残骸も資材として全て再利用されたことで跡形も無くなっている。 一説ではセルビアのシンボルを象徴しているという誤解がクロアチア人の間にあり、その為にクロアチア人の民族主義者から忌み嫌われていたという背景があったと考察されている。 | 1968年 |
| 『クニン解放者記念碑』                            | クロアチア・クニン                   | ジョルジェ・ロミッチ     | クニンの戦いでの第8ダルマチア・パルチザン突撃軍団の活躍と同地の解放、戦没者約700人の慰霊                                        | 不明（一輪の花をモダニズム的表現で象ったとする説、「革命後の新たなる世界への道標」を象徴しているとする説がある）。                       | 1995年の嵐作戦でクロアチア軍が同地のセルビア人勢力を撃退した際に何者かによって根元部分が爆破され、上部のパーツが倒れたまま放置されている。 破壊した人物は特定されていないが、ユーゴスラビアからの独立を象徴するべくクロアチア軍兵士によって破壊されたと考えられている。 2007年頃より再建計画が立ち上がり、2020年に具体的なスケジュールが公表されたが、様々な政治的事情から計画は停滞している。                                                                                        | 1969年 |
| 『自由の花』                                      | 北マケドニア・ゲヴゲリヤ             | ヨルダン・グラブル       | イリンデン蜂起から第二次世界大戦までを通じてマケドニアの解放に尽力した同地の戦没者を記念                                        | 不明（全体の形状は再生と新たな始まり、死者への手向けの象徴である花束を様式的に象っている、とする説がある）。                             | 2005年、同地の都市再開発計画の始動と建立地近くにあるヴァルダルスキ・リド遺跡の発掘調査範囲の拡大に伴い撤去される。 記念碑自体は別の場所に移設され、そこに新たな記念公園の建設が計画されるもその後は工事が行われずに放置され、相次ぐ金属の窃盗も相まって外装の大部分が失われるなど激しく損壊している。 なお、その後跡地では発掘調査が行われないまま碑の建材の一部を再利用した展望台が新たに建設されており、再開発の計画自体が二転三転していることが指摘されている。                    | 1969年 |
| 竣工時の画像 『詩人』                             | ボスニア・ヘルツェゴビナ・マクリェン | ボシュコ・クチャンスキ   | 1943年1月のネレトヴァの戦いでの戦闘と、死を顧みず負傷兵約4000人をネレトヴァ川を渡り野戦病院へ輸送したパルチザン兵士の功績を記念 | 完全な抽象形態につき不明（咲き誇る花の姿を象っているとする説と、枢軸国軍に対する抵抗を表す「チトーの拳」を象徴しているとする説がある）。 | 2000年11月12日未明、何者かが内部に侵入して爆発物を設置し爆破、外装の大部分が破壊された。その後残骸は放置され、荒廃している。 破壊した人物は特定されていないが、同地はボスニア・ヘルツェゴビナ紛争の最中、ボシュニャク人勢力とセルビア人勢力、クロアチア人勢力の前線の境目となっており、かねてから民族間の紛糾が巻き起こっていた場所であった事が関係していると推測されている。 | 1978年 |

## その他

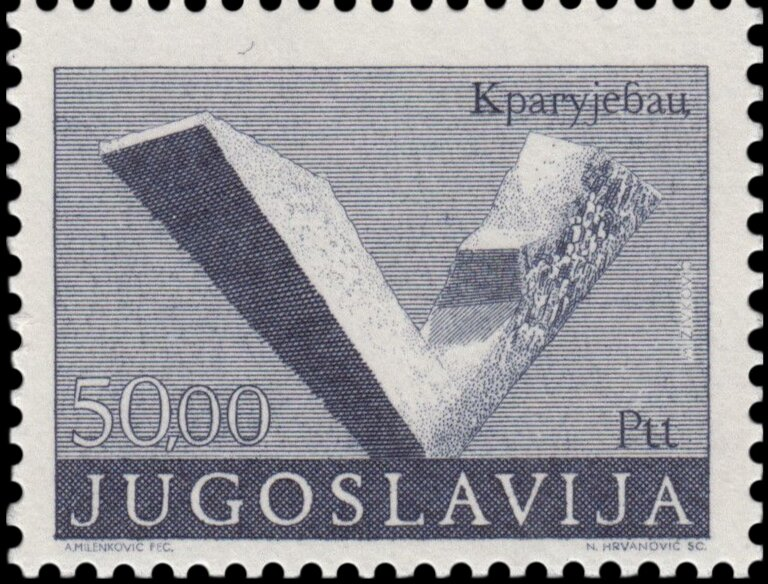
スポメニックのいくつかはユーゴスラビアで発行された切手や紙幣等の図案に使われている。  - 50ディナール切手（クラグイェヴァツ、1974年）
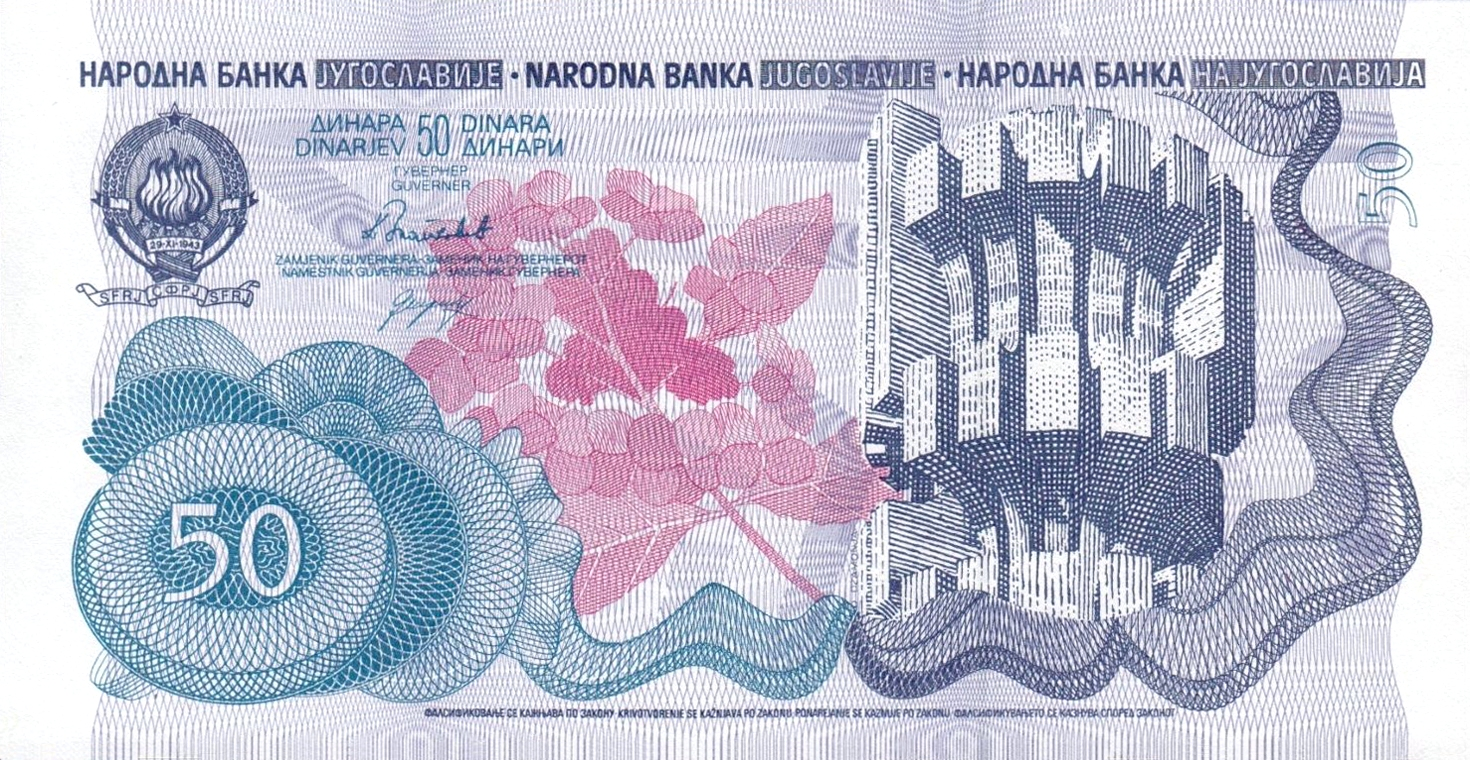
50ディナール紙幣の表面（コザラ、1990年）
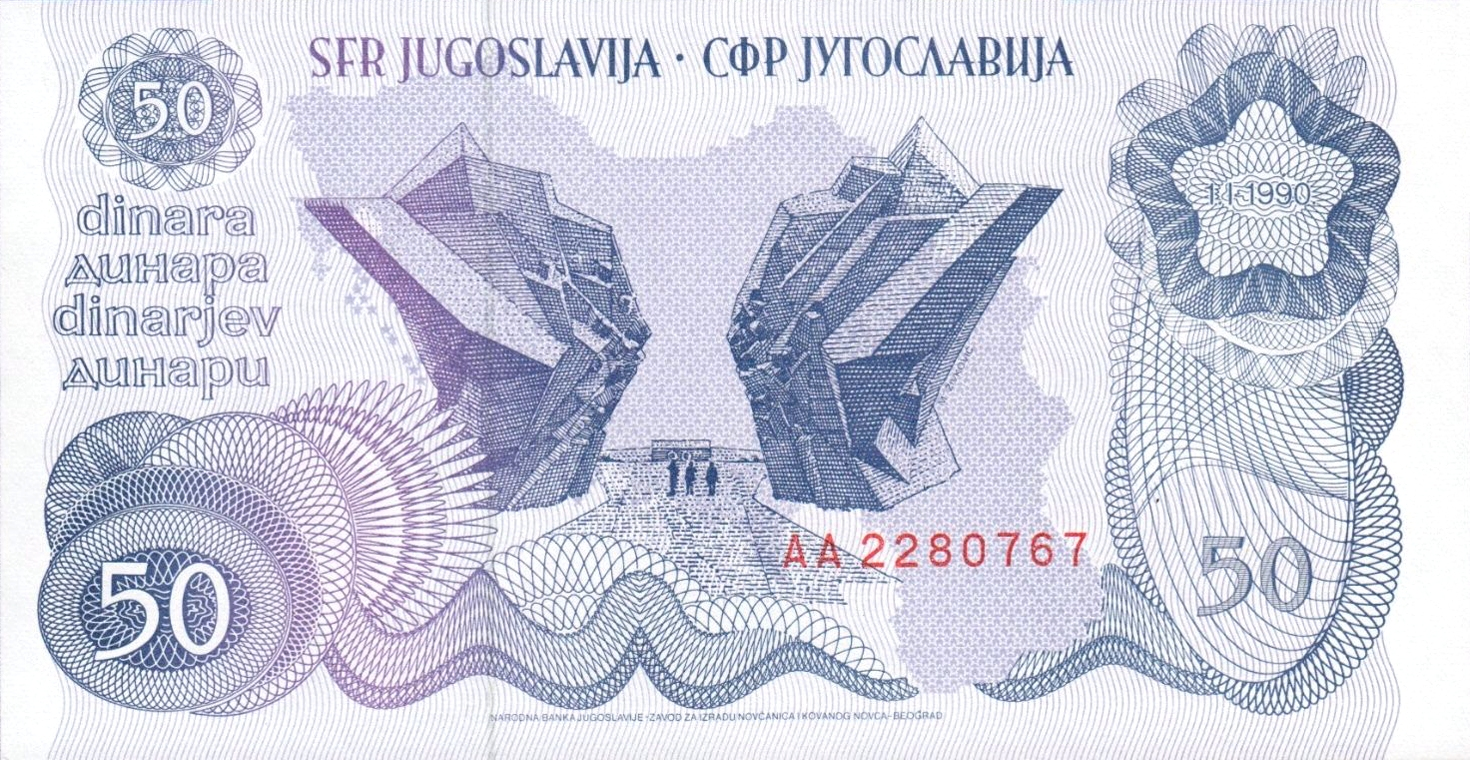
50ディナール紙幣の裏面（ティエンティシュテ、1990年）
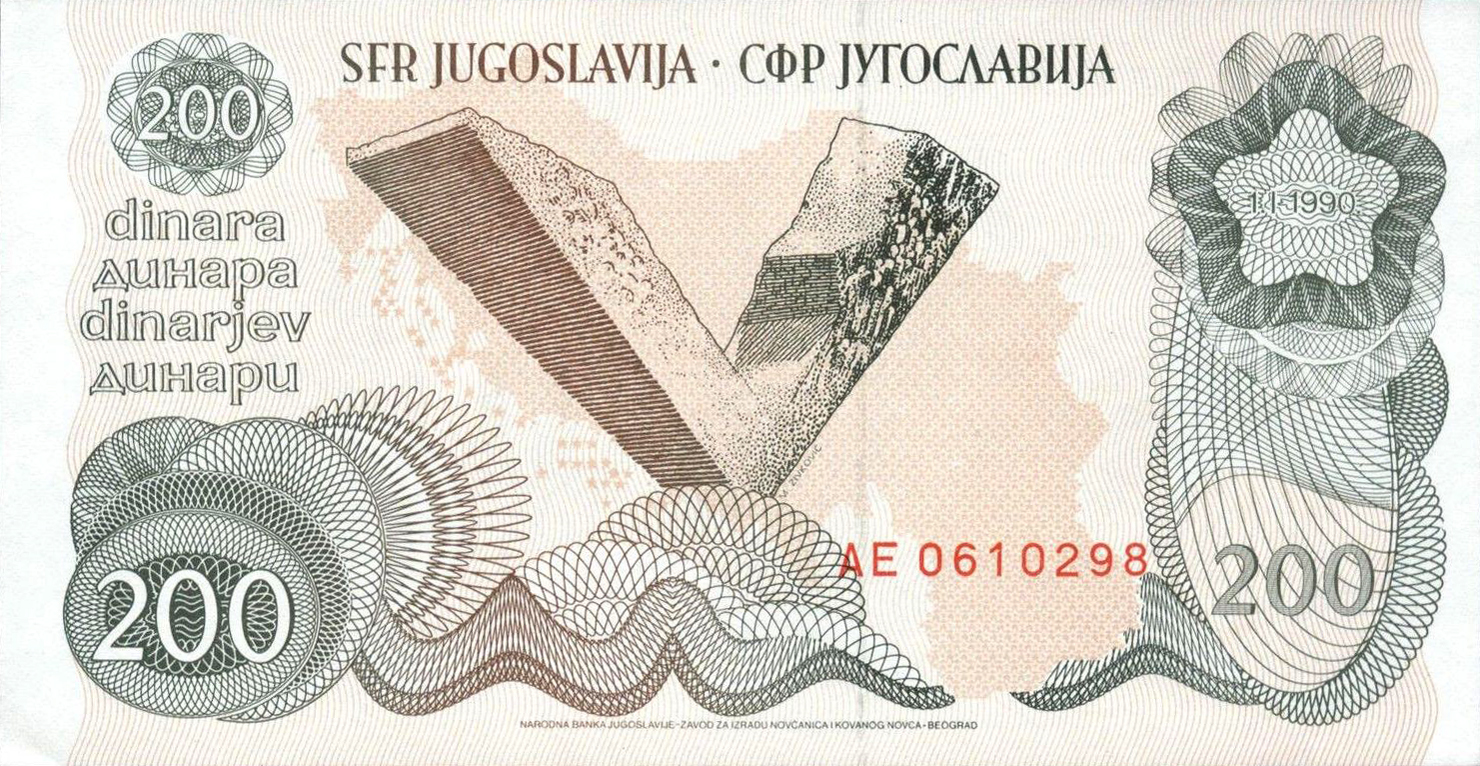
200ディナール紙幣の裏面（クラグイェヴァツ、1990年）
  - 50ディナール紙幣の表面（コザラ、1990年）
  - 50ディナール紙幣の裏面（ティエンティシュテ、1990年）
  - 200ディナール紙幣の裏面（クラグイェヴァツ、1990年）

- ブルガリアにもスポメニックと意匠が類似している記念碑がいくつか建てられており、最も有名なものにブズルジャ記念館（Buzludzha monument）がある。

## スポメニックが登場する作品

### 書籍
- ドナルド・ニービル 著『スポメニック 旧ユーゴスラヴィアの巨大建造物 (Spomenik Monument Database)』- グラフィック社
- 星野藍 著『旧共産遺産』- 東京キララ社

### 映画
- 最後にして最初の人類（英語版） - ヨハン・ヨハンソン監督による2020年の同名小説の映画化作品。映像の全シーンが各地のスポメニックと周辺の風景を映し出したフィルム映像のみで構成されている[33]。
- すべて、至るところにある - リム・カーワイ監督による2024年の映画作品。作中の随所に映るスポメニックが物語のキーポイントとなっている[34]。

### ミュージック・ビデオ
- アラン・ウォーカー『Darkside』 - 一部シーンがティエンティシュテとペトロヴァ・ゴーラのスポメニックで撮影された。
- ONE OK ROCK『Save Yourself』 - コスマイのスポメニックで撮影された。